# Heinrich Keller (Bildhauer)
Heinrich Keller (* 6. Februar 1771 in Zürich; † 21. Dezember 1832 Rom) war ein Schweizer Schriftsteller und Bildhauer des Klassizismus.

## Leben und Werk
Heinrich Keller war ein Sohn des Politikers und Kunstsammlers Hans Kaspar Keller. 1789 begann er ein Rechtsstudium in Bern. 1791 machte er die Bekanntschaft des Bildhauers Joseph Maria Christen und folgte ihm als Lehrling nach Stans und Luzern. 1794 reiste er nach Rom, wo er sich dauerhaft als selbstständiger Bildhauer niederliess. Zu seinem Bekanntenkreis gehörten der Altertumsforscher Karl Ludwig Fernow, der Bildhauer Bertel Thorvaldsen und die Malerin Angelika Kauffmann.
Ab 1803 verlegte sich Keller aufgrund gesundheitlicher Probleme vermehrt auf das Schreiben und den Handel mit Marmor. Dabei machte er sich auch als Journalist und Verfasser von Kunstführern, als Lyriker und Dramatiker sowie als Übersetzer einen Namen. 1810 wurde er Mitglied der Pontificia Accademia Romana di Archeologia und zudem korrespondierendes Mitglied der Dänischen Archäologischen Gesellschaft.

## Werke

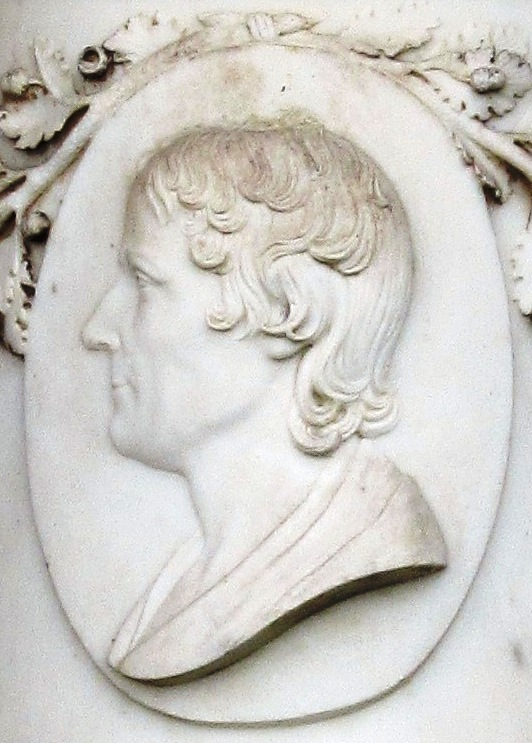
Bildrelief Helene Charlotte von Friedland in Bliesdorf
Atalanta, Kunsthaus Zürich